# Rafael Martín del Campo
Pour les articles homonymes, voir Rafael Martin.
 (octobre 2024).
Si vous disposez d'ouvrages ou d'articles de référence ou si vous connaissez des sites web de qualité traitant du thème abordé ici, merci de compléter l'article en donnant les références utiles à sa vérifiabilité et en les liant à la section « Notes et références ».
Rafael Martín del Campo est un herpétologiste mexicain, né le 3 janvier 1910 à Guadalajara et mort le 25 décembre 1987 à Mexico.

## Biographie
Il fait ses études dans la nouvelle université nationale autonome du Mexique (UNAM) où il est diplômé en biologie en 1931 et reçoit son master en 1937 sous la conduite d’Isaac Ochoterena (1885-1950). Il devient assistant à l’institut de biologie de l’UNAM puis conservateur et directeur du muséum d’histoire naturelle. En 1964, il devient professeur à la faculté des sciences de l’UNAM, puis doyen et enfin, en 1985, professeur émérite. Il forme notamment Gustavo Casas Andreu, Oscar Flores Villela et Zeferino Uribe Peña. Il est l’auteur de nombreuses publications herpétologiques tant sur la zoogéographie que sur la systématique, il s’intéresse également aux connaissances zoologiques des peuples amérindiens du Mexique.

## Sources
- Kraig Adler (1989). Contributions to the History of Herpetology, Society for the study of amphibians and reptiles : 202 p.  (ISBN 0-916984-19-2)